# پت کوئین
پت کوئین (به انگلیسی: Pat Quinn) فرماندار کنونی ایالت ایلی‌نوی از حزب دموکرات ایالات متحده آمریکا است که در تاریخ ۲۹ ژانویه ۲۰۰۹ میلادی به عنوان فرماندار انتخاب شد و تا سال ۲۰۱۵ در این سمت باقی خواهد ماند.
در سال ۲۰۱۴، کوئین از رقیب جمهوریخواه خود بروس رانر شکست خورد.